# Rogier Jansen
Rogier Jansen (Amsterdam, 29 augustus 1984) is een Nederlandse basketballer die uitkomt in de Dutch Basketball League (DBL) voor Zorg en Zekerheid Leiden. Hij maakt ook deel uit van het Nederlands nationaal basketbalteam. Zijn lengte is 1,88 m. Hij speelt op de positie point-guard of shooting-guard.
Rogier Jansen is de zoon van voormalig basketbalspeler en -coach Jan Willem Jansen.

## Carrière
In het seizoen 2003/2004 werd hij voor het eerst met de toenmalige MPC Capitals uit Groningen landskampioen.
Vervolgens werd hij in het seizoen 2011/2012 met Eiffeltowers Den Bosch wederom landskampioenschap. Hij werd door Nederlandse basketball website iBasketball gekozen tot MVP van de playoffs en werd door Eurobasket.com beloond met de titel Guard of the Year.
In het seizoen 2013/14 speelde Jansen voor Den Helder Kings. Hij was topscorer voor zijn team met 13.3 punten per wedstrijd en werd uiteindelijk 3e met de Kings.
In augustus 2014 tekende Jansen een tweejarig contract bij Zorg en Zekerheid Leiden.

## Erelijst
- Nederlands kampioen (2): 2003-04, 2011-12
- NBB-Beker (1): 2004-05

Individuele prijzen:
- MVP onder 23 (1): 2006-07
- All-Star (2): 2009, 2013, 2014, 2015, 2016
- DBL Rookie of the Year (1): 2003-04
- Eurobasket: DBL Playoff MVP 2011/2012
- DBL Sixth Man of the Year (1): 2015-16

## Statistieken
Dutch Basketball League
| Jaar    | Team       | GS | MPW  | 2P%  | 3P%  | VW%  | RPW | APW | SPW | BPW | PPW  |
| ------- | ---------- | -- | ---- | ---- | ---- | ---- | --- | --- | --- | --- | ---- |
| 2008–09 | Groningen  | 41 | 26.2 | 51,5 | 33,5 | 76,2 | 1.9 | 3.4 | 1.7 | 0.0 | 12.5 |
| 2009–10 | Den Bosch  | 25 | 23.4 | 44,3 | 27,2 | 79,2 | 2.0 | 2.6 | 0.7 | 0.0 | 7.7  |
| 2010–11 | Den Bosch  | 39 | 28.8 | 55,9 | 37,5 | 74,0 | 3.1 | 3.6 | 1.1 | 0.0 | 13.4 |
| 2011–12 | Den Bosch  | 42 | 26.6 | 47,4 | 31,8 | 77,7 | 2.0 | 3.3 | 0.9 | 0.0 | 11.6 |
| 2012–13 | Groningen  | 33 | 22.6 | 49,0 | 32,0 | 87,0 | 2.0 | 4.0 | 1.1 | 0.0 | 9.8  |
| 2013–14 | Den Helder | 34 | 31.0 | .593 | .324 | .892 | 2.4 | 3.8 | 0.9 | 0.0 | 13.3 |

|  | Beste in competitie |